# ブルース・ナウマン
ブルース・ナウマン（Bruce Nauman、1941年12月6日 - ）は、アメリカ合衆国の現代美術家である。各種メディアを駆使した芸術活動で知られる。作品のジャンルは、彫刻、写真、パフォーマンスアート、ビデオアート、インスタレーションなどにわたり、きわめて多様である。

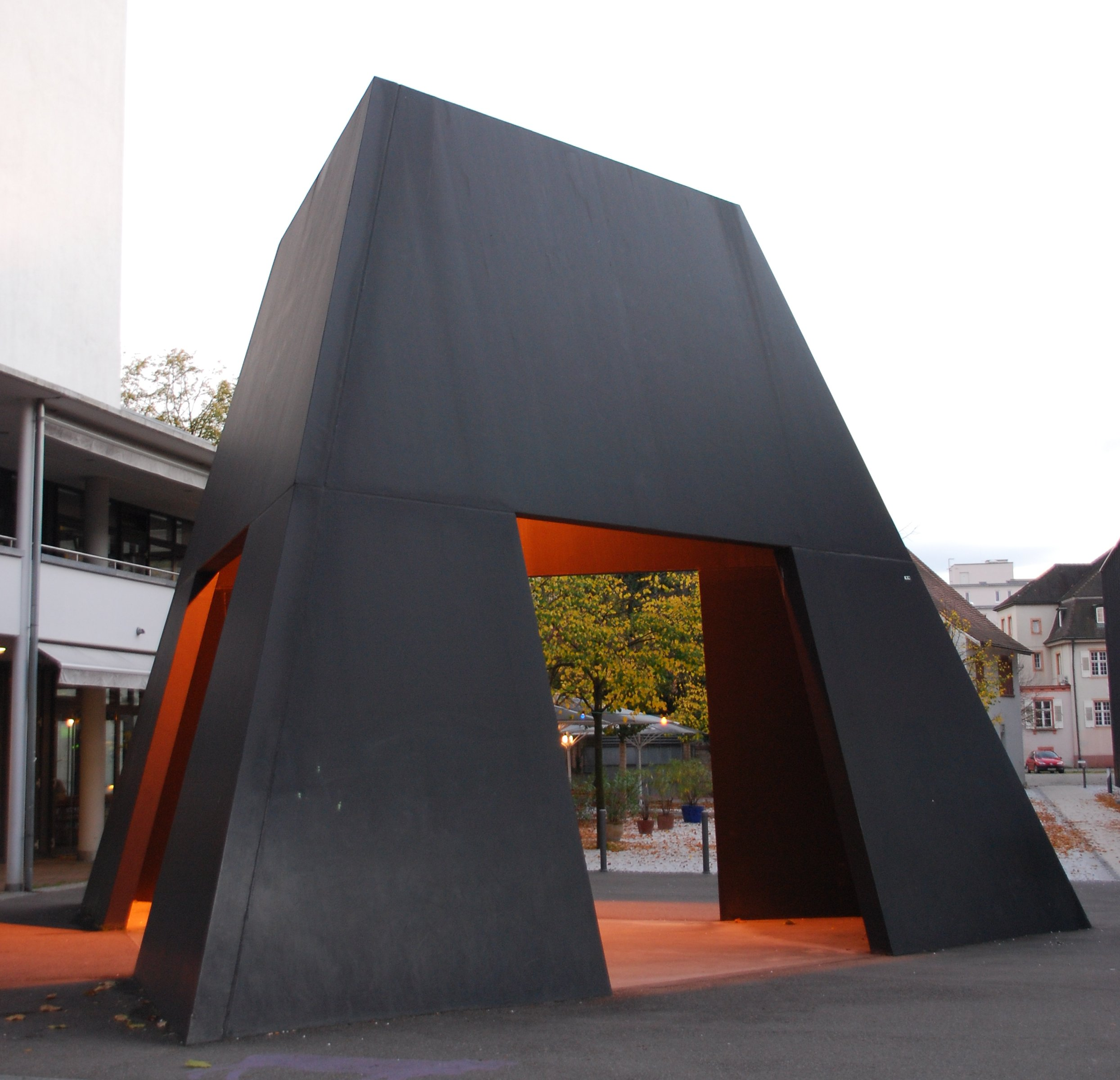

## 来歴

### 幼年時代
1941年、日本軍による真珠湾攻撃の前日、インディアナ州フォートウェイン市に生まれる。幼少期は、父の転勤のたびにアメリカ中部の田舎を転々とする。ナウマン自身は自分の幼年期について、「故郷といえるような懐かしさを覚える場所が無い」と回想している。

### 高校から大学時代
ミルウォーキーの高校時代（1957年-1960年）には、学校のオーケストラでベースギターを演奏していた。クラシック、バルトーク・ベーラなどの近代音楽、フォークソングなどを幅広く好んでいた。1960年からウィスコンシン大学で数学と物理学を2年間専攻する。1962年の秋から専攻を美術に変更し、その後2年間は絵画を学ぶ。この頃は、半抽象的な油絵（リチャード・ディーベンコーン風の風景画）を描いていた。
1964年、ウィスコンシン大学マディソン校で理学士号を取得
後は、カリフォルニア大学デービス校で美術を学ぶ。1965年以降、絵画製作から離れ、立体作品を手がけるようになる。サンフランシスコにあるアンナ・ハルプリンのダンス・シアター・ワークショップに参加していた。
この時期に実験的な映画を友人と撮影している。ルートヴィヒ・ウィトゲンシュタイン、ウラジミール・ナボコフの小説、サミュエル・ベケットの戯曲などを愛読。ジョン・コルトレーンのジャズ、スティーヴ・ライヒ、テリー・ライリーなどのミニマル音楽にも傾倒する。

### 大学卒業後
1966年、デーヴィス校で修士号を取得後、サンフランシスコへ移住。元雑貨店だった家屋に自分のスタジオを持つ。このスタジオで2年足らずのうちに、多くの初期の傑作を生み出した。同年、ロサンゼルスで初個展。サンフランシスコ美術大学で教鞭を執る。1968年、前衛舞踏家メレディス・モンクと出会い、影響を受ける。同年、レオ・キャステリ・ギャラリーでニューヨークでの初個展。さらにはデュッセルドルフのコンラート・フィッシャー・ギャラリーでヨーロッパ初個展。この年にはカッセル・ドクメンタにも参加している。 1969年、カリフォルニア州パサディナ市へ移住。1972年、ロサンゼルス、ニューヨーク、ヨーロッパで回顧展が開催される。

### ニューメキシコ移住後
1979年、ニューメキシコ州に移住後、1981年に西ドイツなどで、さらには1986年、オランダなどで回顧展が催される。1992年、カッセル・ドクメンタにビデオ作品で参加。1993年にウルフ賞芸術部門にてウルフ賞を、1994年にはウェクスナー賞を受賞。1993-95年にかけて、ウォーカー・アート・センターとハーシュホーン美術館の共同企画による大回顧展が行われる。この回顧展は、レイナ・ソフィア国立美術センター(マドリード)で始まり、ロサンゼルス現代美術館、ニューヨーク近代美術館、クンストハウス・チューリッヒに巡回した。1999年、第48回ヴェネツィア・ビエンナーレで金獅子賞を受賞。2004年、第16回高松宮殿下記念世界文化賞の彫刻部門を受賞する。同年、ロンドンのテート・モダンのタービンホールを、多くのスピーカーを使って、様々な声が交差する、言葉の作品で満たす作品《Raw Materials》を展示。また、米誌タイムで「最も影響力のある世界の100人」に選ばれる。2009年のヴェネチア・ビエンナーレでは、アメリカ代表としてパビリオンを出展し、金獅子賞を受賞。2014年、オーストリアのフレデリック・キースラー賞を受賞。

## 作品と作風
ヴィトゲンシュタイン後期の思想に刺激を受けている。『哲学探究』で語られる言語ゲームからの影響が、ナウマンの言葉遊びの作品などに顕著に見られる。ラ・モンテ・ヤングの前衛音楽（とくに始まりと終わりのない音楽というアイデア）やジョン・ケージの芸術思想にも影響を受けている。

### 代表的な作品
- 《The True Artist Helps the World by Revealing Mystic Truths》（1967年）

　「真のアーティストは、神秘的な真実をあかすことで世界を救う」と書かれたネオンサイン。
- 《Slow Angle Walk (Beckett Walk)》（1968年）

　サミュエル・ベケットの『モロイ』（1951年）に登場する人物の歩行の描写をモチーフにした1時間のビデオ作品。観客が作品を最初から最後まで集中して見るのではなく、彫刻のようにギャラリーで一時的に見て、定期的に戻ってくることを意図して制作された。
- 「100生きて死ね」 1984年（ベネッセハウス蔵）
- 《Clown Torture》

　ビデオ作品。拷問されている道化師が「ノー」と叫び続ける。道化師が、子供の退屈なジョークを話し続ける。金魚鉢を手に持って、落とさないようにする道化師。公衆トイレに座る道化師など。

監視カメラを使用した閉鎖回路インスタレーション（Closed-circuit-Installation）の先駆者としても知られる。